# 沙地泛蜥
沙地泛蜥（学名：Ablepharus deserti）也称沙地裸眼蜥、沙地蛇眼蜥，一种分布于中亚地区的爬行动物，隶属于有鳞目石龙子科泛蜥属。其种加词“deserti”意为“沙漠的”。

## 形态特征
沙地泛蜥额顶鳞2枚，眶上鳞不少于3枚，初级颞鳞2枚，环体中段鳞20～22枚。身体上方浅灰色、灰橄榄色或蓝褐色。背部色调单一，或有断续的褐色纵向条纹。从鼻孔经眼部继而沿身体两侧直至尾部具有一条褐色或深褐色条纹。身体腹部苍白或浅灰色。

## 保护
本种于2023年被收录入《有重要生态、科学、社会价值的陆生野生动物名录》。